# Mawson Plateau
Mawson Plateau – płaskowyż w Australii, w stanie Australia Południowa, będący częścią Gór Flindersa.

## Geografia
Płaskowyż Mawsona ma powierzchnię 71 km², znajduje się na wysokości od 600 do 750 m n.p.m. Na płaskowyżu występują liczne granitowe batolity. Swoje źródła mają tutaj liczne rzeki, głównie uchodzące do Hamilton Creek. W północnej części płaskowyżu znajduje się obszar chroniony Arkaroola.

## Fauna
Płaskowyż jest poprzecinany licznymi strumieniami, które utworzyły głębokie wąwozy i doliny, tworząc trwałe i półtrwałe oczka wodne, które są licznie zasiedlane przez gatunki żab, w tym Pseudophryne bibronii oraz pająków Dolomedes. Także występują tutaj gatunki ryb, najliczniejsze są okonie, będące osobnym podgatunkiem Leiopotherapon unicolor. Pomimo względnej obfitości stałej wody, ssaki i ptaki są rzadkie na płaskowyżu; występują małe populacje kangura górskiego, Tachyglossus aculeatusand i kilka gatunków nietoperzy.

## Nazwa
Płaskowyż został nazwany na cześć geologa i odkrywcy Douglasa Mawsona.